# Porrorchinae
Sous-famille
Les Porrorchinae sont une sous-famille d'acanthocéphales. Les  acanthocéphales sont des vers à tête épineuse, c'est-à-dire de petits animaux vermiformesés. Ils parasitent des vertébrés et se caractérisent par un proboscis rétractable portant des épines courbées en arrière qui leur permet de s'accrocher à la paroi intestinale de leurs hôtes.

## Liste des genres
Selon ITIS (9 novembre 2019) :
- genre Lueheia Travassos, 1919
- genre Oligoterorhynchus Monticelli, 1914
- genre Owilfordia Schmidt & Kuntz, 1967
- genre Porrorchis Fukui, 1929
- genre Pseudogordiorhynchus Golvan, 1957
- genre Pseudolueheia Schmidt & Kuntz, 1967